# Boduhuraa (Kaafu)
Pour les articles homonymes, voir Boduhuraa.
Boduhuraa est une petite île inhabitée des Maldives. Elle constitue une des îles-hôtel des Maldives en accueillant l'hôtel Veligandu Huraa Waterbungalows. Elle est reliée par une jetée à l'île voisine de Veliganduhuraa.

## Géographie
Boduhuraa est située dans le centre des Maldives, dans l'Est de l'atoll Malé Sud, dans la subdivision de Kaafu. 